# روبين برافو
روبين برافو (بالإسبانية: Rubén Bravo)‏ (16 نوفمبر 1923 في البرازيل - 24 أغسطس 1977) هو مدرب كرة قدم ولاعب كرة قدم أرجنتيني في مركز الهجوم. شارك مع منتخب الأرجنتين لكرة القدم. أما مع النوادي، فقد لعب مع روزاريو سنترال ونادي أيكس ونادي بالستينو ونادي روان ونادي روبيه توركوين ونادي غرونوبل ونادي نيس.

## وصلات خارجية
- روبين برافو على موقع قاعدة بيانات كرة القدم.إي يو (الإنجليزية)
- روبين برافو على موقع ناشيونال فوتبول تيمز (الإنجليزية)
- روبين برافو على موقع عالم كرة القدم.نت (الإنجليزية)